# فردریک ویدمان
فردریک ویدمان (انگلیسی: Frederik Wiedmann؛ زادهٔ ۶ اکتبر ۱۹۸۱) آهنگ‌ساز آلمانی زادهٔ اشتوتگارت است. 
از جمله آثار وی می‌توان به موسیقی فیلم بازگشت به خانه روی تپه جن زده و روز مردگان: تبار اشاره کرد.